# 飲食 (營養學)
在营养学中的飲食是指人類或是其他生物攝取食物的總和，此一詞語常用在為了健康或是體重管理而增加特別養份，或是特別調整的飲食。人是雜食動物，不過不同文化會對飲食有不同的喜好及禁忌，每個人對飲食的喜好也有不同。這些可能是因為個人的口味不同，也有可能是因為種族、習慣或是宗教的因素。個人的飲食選擇可能是較健康的，也可能是較不健康的，
完整的營養需要攝取及吸收维生素、膳食礦物質、從蛋白質中攝取必需胺基酸、從含脂肪食物中中攝取必需脂肪酸，也要由含醣、蛋白質及脂肪的食物中攝取食物熱量。飲食習慣對一個人的生活质量、健康及寿命都有很大的影響。

## 均衡飲食
均衡飲食對人的健康有幫助，其中包括心理層面及身體層面的健康。有些特殊的飲食可以用來治療或管理慢性病，例如得舒飲食（DASH diet）就對高血壓病患有幫助。
許多國家都有飲食指南，一般會以該國家文化適合的食物中選擇均衡的飲食。此一建議和參考膳食表不同，後者是提供可避免營養不足的飲食資訊。

## 膳食選擇

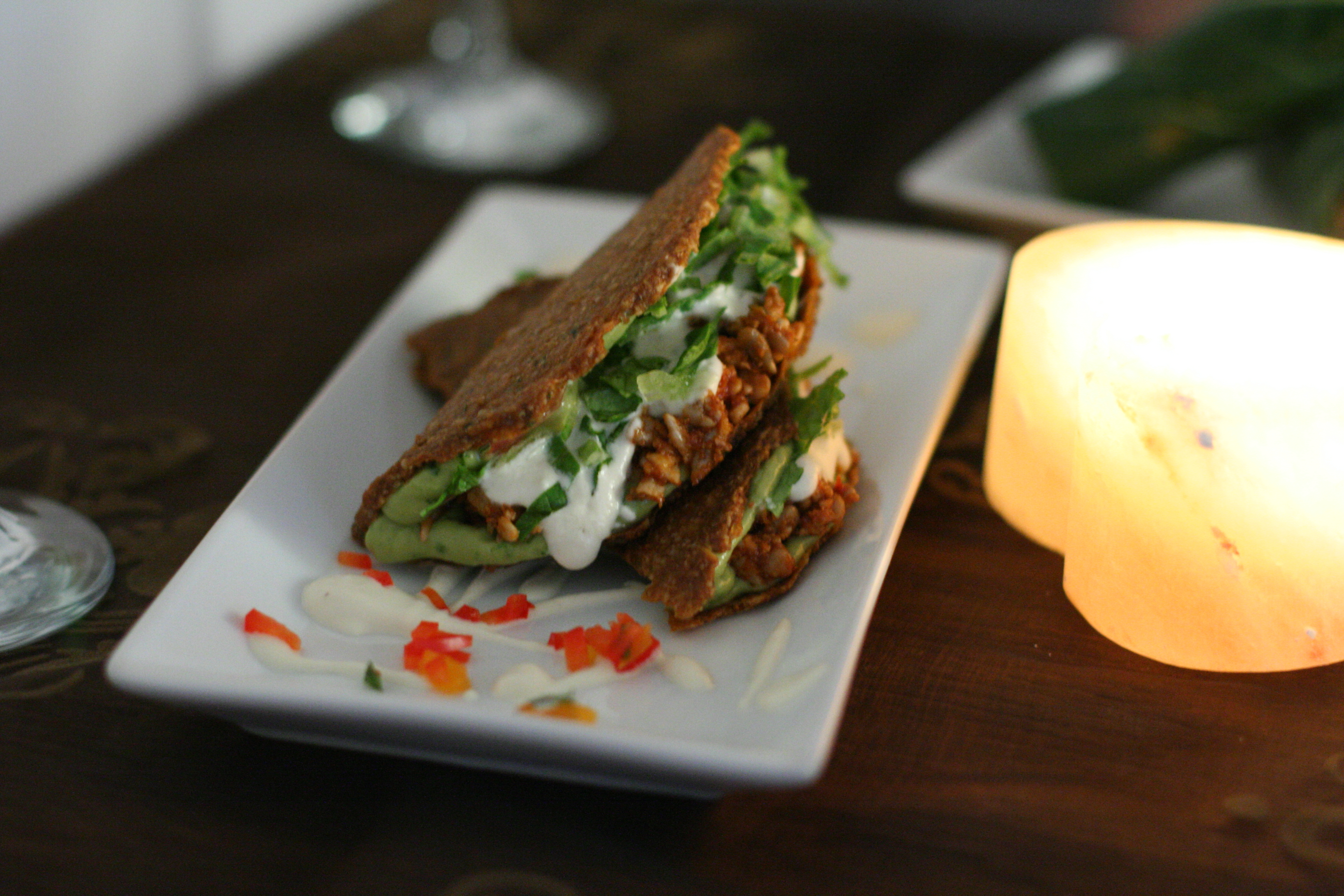
用酪梨醬、非油炸豆子和酸奶油製成的生玉米餅。生食主義提倡食用沒有烹調過的食物

排除性飲食是指避免食用某一種食物的飲食，其原因可能是健康因素，或是其他考量。許多膳食型態會不食用來自動物的食物，但程度不一（包括偶爾可以吃肉類的彈性素食、戒食紅肉和禽肉的魚素主義、不吃所有肉類的素食主義、不吃肉類以及動物製品的纯素主义），其原因可能是因為健康、道德因素、或是減少個人對環境的影響（環境素食主義）。均衡飲食的素食主義或纯素主义仍可獲得適當的營養，但需要特別攝取一些營養素，例如蛋白質、铁、钙、锌和维生素B12。其他的飲食型態有生食主義和直覺性飲食。教育、收入、區域是否可取得，以及心理健康都是影響膳食選擇的主要因素。